# Християнство і війна
Православна та католицька церкви підтримують ідеї справедливої війни яку можна розпочати тільки для захисту своєї батьківщини від нападників, частина протестантських церков не підтримує такої ідеї і стоять на засадах пацифізму та антимілітаризму.
Ідеї християнської доктрини справедливої війни є в міжнародному праві та лягли в основу наукової теорії. Американський політолог Майкл Волцер у книзі «Справедливі і несправедливі війни» систематизував принципи справедливої війни. Розподіливши їх на дві групи: jus ad bellum (умови за яких війна може бути розпочата) і jus in bellum (прийнятні способи ведення війни).
Справедлива війна — це проміжна позиція між крайніми постулатами пацифізму і мілітаризму. Перший — утопічний; другий — антихристиянський. Християнство намагається мінімалізувати зло а і приймає виклики складної реальності. Християни надіються на світ без гріха і насилля, обіцяний у Священному Писанні, який настане після другого пришестя Ісуса Христа.
Мета християнства полягає у ідеї світу в якому мир і справедливість процвітають скрізь: війна іноді може бути інструментом, необхідним для цього, а ведення війни іноді може бути меншим злом (меншою несправедливістю), ніж допускати несправедливість зберігати або терпіти віктимізацію невинних людей.
У тих чи інших формах християнське духовенство займалось душпастирською опікою воїнів і благословляло їх на ведення війни якщо вона не була гріховною. Так, в Україні існує капеланське служіння. В країнах НАТО існує капеланство НАТО.

## Християнська церква до розділення (1051) і війна
Християнський погляд на війну змінювався протягом усієї історії віри і був неоднозначним. Рання церква (перші 300 років) була сильно пацифістською. Чітку пацифістську позицію продемонстрували Тертуліан (III ст.) та Оріген (III ст.) — визначні християнські мислителі які були засуджені за єресі. Оріген сказав, що християни «не йдуть як солдати». Тертулліан писав, «тільки без меча християнська може вести війну: бо Господь скасував меч».
Святий Климент Олександрійський писав: «… хто тримає меч, той повинен його відкинути, і якщо хтось із вірних стане солдатом, його Церква повинна бути відкинута, бо він зневажав Бога». Святий Іполит Римський писав: "Хто прийняв владу щоб віддавати накази убивати, і навіть простий солдат, не повинні цього робити ні в якому разі, навіть якщо вони отримають наказ. Вони не повинні битись. Якщо вони отримають в якості нагороди вінець, вони не повинні покладати його собі на голову ". "Не личить бути християнинові в армії, за винятком випадку, коли його примушують взяти меч в руки. В такому випадку нехай він не бере на себе гріха пролиття крові. Але якщо кров проллється, нехай він буде відсторонений від таїнств, щоб хоча б через покарання, сльози і стогони очиститися ". «Оголошений або християнин, який хоче стати воїном, нехай будуть відкинуті, бо вони знехтували Бога».
Це швидко змінилося за часів Костянтина Великого — Арльський собор 314 р. заявив, що забороняти «державі право йти на війну — це засудити її до вимирання», і незабаром після цього християнські філософи почали формулювати вчення справедливої війни. Ідея про те, що насильство не є по суті поганим, можна побачити і в деяких версіях доктрини справедливої війни — насильство (війна) може бути життєво важливим інструментом відновлення справедливості та миру. Від Костянтина і далі християнські письменники та проповідники використовували войовничі та солдатські метафори у написанні про віру.
Протягом багатьох століть християни вірили, що правильним є застосування насильства (і, отже, війни) для поширення віри та боротьби з її супротивниками. Вони не розглядали насильство погану річ: чи це було погано, чи ні, залежало від того, для чого воно застосовується.
Історичні записи вказують на те, що православні християни часто брали участь у жорстоких військових конфліктах. Відсутність однозначної позиції в християнських теологів про виправдане застосування сили, виникає з таких чинників, як 1) всебічна теологічна опозиція, 2) відносини між церквою та державою, 3) законодавча юрисдикція, 4) впливи Закону Джихаду, 5) Слов'янський культурне вплив; 6) націоналізм та патріотизм; 7) амбівалентність канонічного права щодо застосування сили; 8) дилема військового втручання;
Військова служба має риси, відповідні до устрою церковного життя, підлеглій ідеї служіння: підкреслена ієрархічність, а послух старшим прирівнюється до високої доблесті і неухильному дотримання закону. На церковній і на військовій мовах вищий прояв жертовного служіння, в одному випадку Богу, в іншому батьківщині, іменується однаково — подвигом. Християнське ставлення до війни передбачає допустимість, а в певних випадках і моральну необхідність для християнина нести військову службу в силу службових обов'язків, за призовом на законних підставах, або коли совість спонукає його до добровільної служби.
Участь перших християн у державному, суспільно-політичному житті, а відтак і у війнах в більшій мірі стала необхідна з проголошенням на поч. IV ст. християнства державною релігією Римської імперії (Міланський едикт). У цих умовах, за словами протопресвітера Іоанна Меєндорфа, «всі вчення про непротивлення насильству, будучи доведені до логічного кінця, претворюються на лицемірство … Якщо людина не хоче жодним чином брати участь у військовому насильстві, то вона повинна також відмовитися і від сплати податків, і від участі у виборах. Єдиною альтернативою громадському існуванню може бути чернецтво, що проповідує повний вихід із суспільства». Такими прикладами полишення військового служіння в ім'я чернечих ідеалів можуть служити житія свт. Мартіна Милостивого, єп. Турського († бл. 400, пам. 12 жовтня.), який обрав після кількох років військової служби — чернече життя, преподобних Варнави й Іларіона (V ст., пам. Кіпр. ц 21 жовт.), які відмовилися від почестей військової служби і пішли у відокремлене самотнє місце для аскетичного життя.
«Ті хто взяв меч, від меча загинуть» (Мф. 26. 52), — в цих словах Ісуса Христа знаходиться обґрунтування ідеї справедливої війни. З християнської точки зору, поняття моральної правди в міжнародних відносинах повинно спиратися на такі основні принципи: любов до своїх ближніх, свого народу і Батьківщини; розуміння потреб інших народів; переконання в тому, що на благо свого народу неможливо служити аморальними засобами. Ці три принципи визначили моральні межі війни, які були вироблені християнським світом в середні віки, коли, застосовуючи до реальної ситуації, люди намагалися приборкати стихію військового насильства. Уже тоді існувала переконаність, що війна повинна вестися за певними правилами, що і людина яка воює не повинна втрачати свого морального обличчя, і не забувати, що її противник — така ж людина, як і він сам
У давньому церковному пам'ятнику «Апостольські постанови» міститься святе передання, яке походить від апостола Павла: «Якщо приходить воїн, то нехай вчиться не ображати, не обмовляти, але задовольнятися платнею яку отримує; якщо кориться, нехай буде прийнятий, а якщо перечить, нехай буде вигнаний». Святі отці розбирають також питання про те, чи можна підкорятися злочинним наказам, які вказують, наприклад, вбивство мирних, беззбройних людей, вбивство полонених та інші порушення заповідей Божих. Як в такому випадку чинити православному солдатові, ясно говорить святитель Тихон Задонський: "Що не противно Законові Божому наказують, слухай і виконуй: в іншому не слухай, так як личить більше коритися Богу, ніж людям (Дії. 5: 29.) так робили мученики святі … якщо [командир] велить неправду робити, образити, вкрасти, збрехати і інше — не слухайте. Якщо загрожує за це покаранням — Не бійся ".

### Заборони священикам та монахам брати в руки зброю
Молитва про воїнів є стійкою церковною практикою, причому ця молитва відбувається як в щоденних богослужіннях, так і особливим чином, — під час бою. Крім того, церковній християнській традиції відповідає благословення воїна на несення ратної служби.
Церква ніколи не благословляла кліриків на носіння зброї. Священнослужителі приносять безкровну Жертву, і тому не тільки пролиття людської крові, але навіть крові тварин несумісне зі священним саном. Така ж заборона поширюється і на ченців, які не мають священного сану. 83 апостольське правило: "Єпископ, або пресвітер, або диякон, який у військовій справі вправляється і що хоче удержати обох, тобто римське начальство і своє священство: нехай буде позбавлений священного чину. Бо кесареві Кесареве, а Боже Богові ". Визначення IV Вселенського Собору ще більш строге: «Тим хто вступив один раз в клір і монахам ми визначили не вступати ні в військову службу, ні в мирський чин: інакше ті хто посміли це зробити і не повернулись з каяттям до того, що перше обрали для Бога, будуть піддані анафемі».
За тлумаченням Івана Зонари, у 83 апостольському правилі говориться не про військову службу у власному розумінні слова, але про свого роду військових чиновників: «Думаю, — пише він, — що тут військовою справою правило називає не носіння і дії зброєю або начальство над воїнами, але розпорядження військовим майном, наприклад, роздачу військової платні, або видачу воїнам певного провіанту, або набір до війська, або інші якісь посади, які і в цивільних законах називають військовими».
У історії християнської Церкви були приклади, коли за носіння зброї і навіть пряму участь в бойових діях на священнослужителів не накладали заборон, але канонічна норма не втрачає від цього своєї сили. Дана канонічна норма не відноситься до виконання кліриками їх прямих пастирських та інших церковних обов'язків по відношенню до військовослужбовців, навіть капеланському служінню яке не передбачає ні носіння, ні використання зброї. Хоча полкові священики й ін. клірики не носили зброї, під час бойових дій і вони здійснювали військові подвиги.

### Воїни християнської церкви до розділення що проголошені святими (1051р.)
Історія Церкви знає чимало воїнів і полководців, прославлених християнськими чеснотами. Церковне передання розповідає що римського сотника Лонгина що ніс варту біля Хреста при розп'ятті Спасителя. Він увірував в Христа і пізніше прийняв мученицьку кончину. В армії Римської імперії II — поч. IV ст. служило вже велика кількість християн, про що свідчить сонм воїнів-мучеників, які прийняли смерть за віру в Ісуса Христа в періоди гонінь. Останнє велике гоніння на християн при імп. Діоклетіані в поч. IV ст. почалося саме з знищення християн в армії. Одним з головних приводів до гонінь була відмова християн від обов'язкової всім держ. службовцям Римської імперії, зокрема офіцерам, участі в язичницьких жертвопринесеннях. За цю відмову прийняли мученицький вінець воїни мч. Віктор (II ст., пам. 11 листопада., пам. зах. ц. 14 травня), Віктор, мч. Марсельський († бл. 290), великомучеників Георгій Побідоносець († 303, пам. 23 квітня.) — один з найбільш шанованих христ. святих, покровитель воїнів, і Феодор Тирон († бл. 306, пам. 17 лют.), Олександр Римський, мч. Дризипарский († поч. IV ст., пам. 13 травня, грец. 25 лютого., зах. 27 березня), воїни Фіванского легіону (поч. IV ст.), Мч. Варвар Воїн († бл. 362, пам. 6 травня, пам. Зах. церк. 14 травня) та багато інших. Серед святих воїнів перших століть християнства широко шануються також мч. Андрій Стратилат († бл. 300, пам. 19 серпня.), Великомученики Димитрій Солунський († бл. 306, пам. 26 жовтня.), Феодор Стратилат († 319, пам. 8 берез., 8 червня) і Артемій Антіохійський († 362, пам. 20 жовтня.), мч. Іоанн Воїн (IV ст., Пам. 30 липня) і ін. Житія цих святих оповідають про їх неабиякі військові подвиги, нерідко скоєні за допомогою благодаті Божої, — їх християнська совість не суперечила військовій службі, яка часто траплялась в легіонах язичницьких імператорів Риму. Проте коли потрібно було поклонитись імператору як Божеству, ці воїни відмовлялись це зробити за що часто зазнавали мученицької смерті.
Церква прославила у лику святих безліч воїнів, а в богослужінні молиться про допомогу особливо для «христолюбивого воїнства». У православних житіях святих сказано, що вимушена війна, спрямована на захист православної віри і християн, на оборону своєї Батьківщини, однозначно виправдана, і участь у ній православних воїнів отримує благословення Господнє. Багато святих, навіть не будучи воїнами, але єпископами, священиками та ченцями, в моменти війни і реальної загрози брали участь у війні, командуючи обороною землі.

## Православна церква і війна
Християнські теологи загалом згодні з тим, що православна церква не поділяє теорію справедливої війни у західному (католицькому) сенсі, складена з точки зору декретних принципів jus ad bellum (умови за яких війна може бути розпочата) і jus in bellum (прийнятні способи ведення війни) Православне християнство примирило пацифістський принцип Євангелія із обов'язком захищати слабких та вразливих перед лицем жорстокого насильства. Православна Церква ніколи не керувала громадським життям, і в результаті вона ніколи не мала контролю над армією, щоб розробляти та розвивати правоохоронну політику, як це було в Західній Церкві після падіння Риму від Вестготів в 410 р. н. е. Православні військовозобов'язані просто підпадали під юрисдикцію держави, і слідували певній законодавчій процедурі. Коли мова йшла про внутрішнє або зовнішнє застосування сили, Православна Церква діяла виключно з консультативної точки зору.
Ставлення православної Церкви до військової служби визначається християнським розумінням війни і миру: війна є зло, причина якого, як і зла в людині взагалі, — гріховне зловживання свободою яку дарував Бог.
Православна Церква схвалює захисну війну і ніколи не засуджувала солдатів які захищали свою батьківщину від ворогів які на неї нападали. Визнаючи війну злом, Церква все ж не забороняє своїм чадам брати участь в бойових діях, якщо мова йде про захист ближніх і відновлення знищеної справедливості. Тоді війна вважається хоча і небажаним, але вимушеним засобом. Православ'я в усі часи відносилося з найглибшою повагою до воїнів, які ціною власного життя зберігали життя і безпеку ближніх.. Військова служба не є перепоною до спасіння а до військовослужбовців з огляду на їх християнські чесноти відносили слова Ісуса Христа: «Немає більше від тієї любові, як хто душу свою покладе за друзів своїх» (Ів. 15. 13)
Православна церква до за кожним богослужінням молиться за «владу і військо», а в заупокійних єктеніях, як правило, згадуються «князі й воїни православні, за віру і батьківщину життя своє віддали».
Згідно із Соціальною концепцією РПЦ у "системі міжнародних відносин часом буває складно відрізнити агресивну війну від оборонної. Грань між першою і другою особливо тонка у випадках, коли одна або декілька держав або світове співтовариство починають військові дії, мотивуючи їх необхідністю захисту народу, що є жертвою агресії. У зв'язку з цим питання про підтримку або засудження Церквою військових дій потребує окремого розгляду щоразу, коли такі починаються або з'являється небезпека їх початку.
«Ми поставлені на Руській землі від Бога стримувати вас від пролиття крові» — казав митрополит Никифор київському князю Рюрика Ростиславовича.
Позбавлений сану патріарх Діонісій IV у 1688 р. взивав до патріарха московського Йоакима захоплювати землі для звільнення їх від єресі і полонених: «Хоча б словом зрушив ти силу царської влади, щоби підняли войовничу зброю проти лютих вовків…Нагадай святим царям чесні страждання Господа нашого, Хрест та інше, нехай нас, синів і спадкоємців Свого царства, причасниками зробить, нехай візьмуть вони військову зброю, маючи перед собою хрест, як великий, поміж царів вічнопам'ятний і святий Костянтин, і підкоріть варварські народи під ваші ноги, і тоді пролунає „цим перемагай“. Дивись-но, брате, якщо не зволієш, аби було від вас звільнення вірних, затям собі добре, як будеш давати звіт Богові, тому що казав і повторював: гріха не маю. Нині ж відповіді не маєш, кров тих полонених братів на руках ваших лишатиметься».

### Храми та монастирі в честь військових перемог

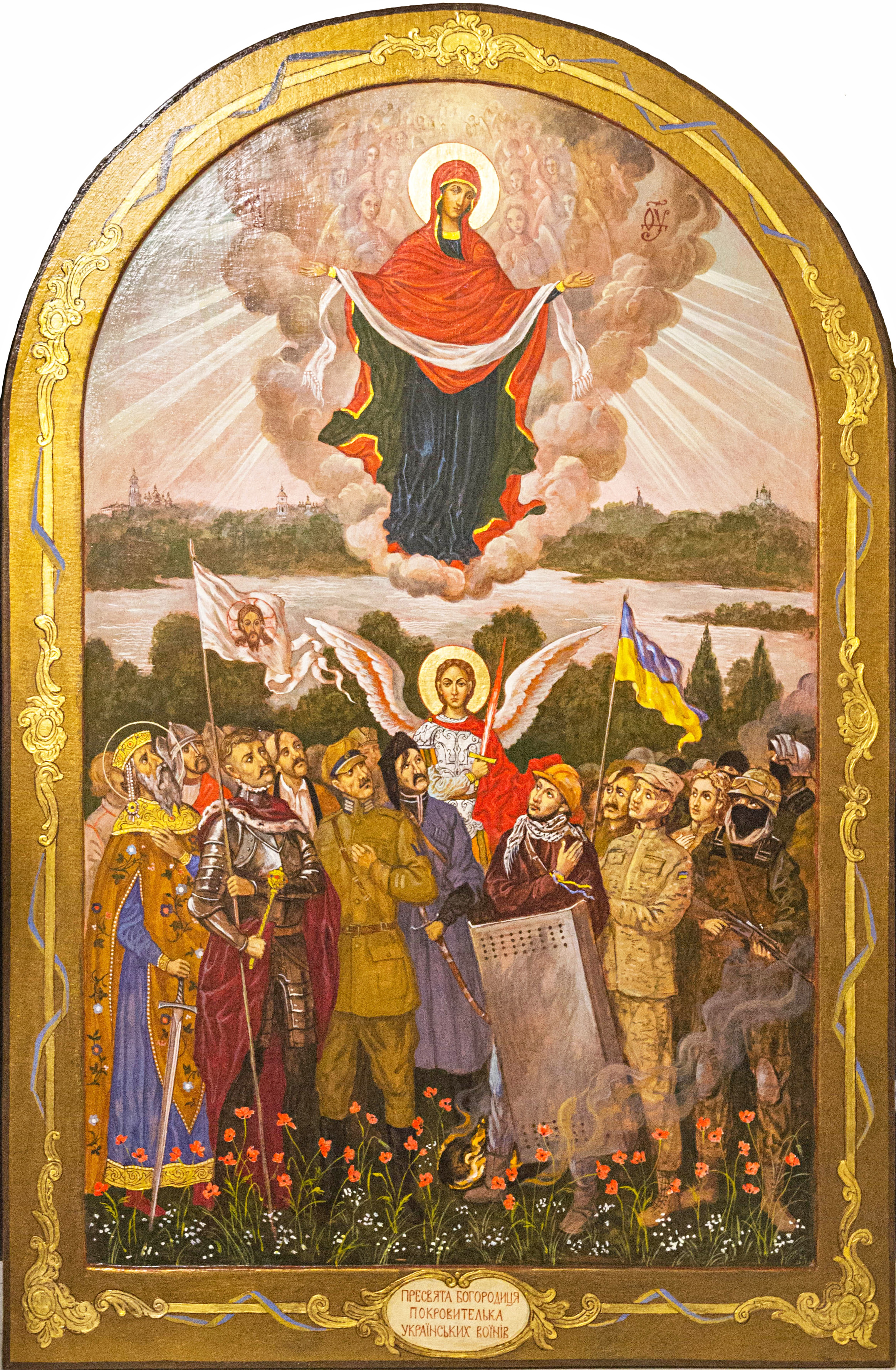
Ікона «Богородиця — покровителька українських воїнів».

В Росії символом молитовної пам'яті про воїнів, які померли за неї, було спорудження храмів і монастирів. Олександро-Невська лавра в честь Святої Трійці в Санкт-Петербурзі була заснована в пам'ять про перемогу в 1240 р. війська Олександра Невського над шведами. Головним пам'ятником перемоги Росії над Наполеоном є храм Христа Спасителя в Москві, стіни якого прикрашають мармурові меморіальні дошки з іменами героїв війни 1812 р. Пам'ятником героям Кримської війни (1853—1856) є Володимирський собор в Севастополі, де були поховані адмірали М. П. Лазарєв, В. О. Корнілов, В. І. Істомін, П. С. Нахімов.

### Благословення воїнів та зброї
У РПЦ в 1995 р. був створений синодальний Відділ Московського Патріархату по взаємодії зі Збройними силами та правоохоронними установами. Відновлено практику проведення нарад і з'їздів духовенства РПЦ, яке духовно служить військовослужбовцям. В ПЦ України є Синодальне управління військового духовенства яке займається вихованням капеланів та співпрацею із ЗСУ, НГУ, ДПСУ та ін. військовими силами. В УГКЦ та Протестантів (Перший український батальйон військових капеланів) також є окремі відділи душпастирської опіки військових.
У червні 2019 року заступник керуючого справами Московської патріархії єпископ Зеленоградский Сава (Тутунов) заявив, що священнослужителі не повинні освячувати зброю масового ураження. За його словами, в рамках Святого Передання можна благословляти солдат на військову службу і захист Вітчизни, так як в цьому випадку освячується особиста зброя.
У 2020 році в РПЦ запропонували не освячувати зброю масового знищення бо благословення військової зброї не відбито в традиції православної церкви і не відповідає змісту самого Чину. «Разом з тим доречно благословення засоби пересування, які використовуються військовими на суші, на воді або в повітрі, бо при цьому у Бога просять не „освячення“ гармат, реактивних снарядів або засобів бомбометання, але охорони воїнів».

### Воїни особливо шановані православними вірянами в Україні як святі
Чимало князів — полководців і воїнів — є серед українських святих. У Києво-Печерській лаврі в печерах є мощі воїнів. Серед св. українських воїнів є:
- Борис і Гліб
- Благовірний князь-мученик Оскольд, первомученик Київський.
- рівноапостольний великий князь Володимир (Василь) Святославич († 1015, пам'ять 15 липня).Молитва перед боєм

Молитва перед боєм

- св. благовірний князь Ярослав Мудрий.
- Благовірний князь Володимир Василькович (
- св. рівноапостольна Ольга (княгиня).
- св. благовірний князь Мстислав Хоробрий (пам. 14 (27) червня)[29].
- праведний Петро Багатостраждальний (Калнишевський) (1691—1803, пам'ять 1 (14) жовтня).
- благовірний князь Костянтин Острозький (1526—1608, пам'ять 13 (26) лютого).
- мученик Данило Братковський, страстостерпець Волинський (пом.1702).
- благовірний гетьман Петро Конашевич Сагайдачний(1622 р.)

### Інші воїни шановані в православ'ї як святі

#### Святі воїни-великомученики
- Святий великомученик Артемій Антіохійський
- Святий великомученик Георгій
- Святий великомученик Димитрій Солунський
- Святий великомученик Євстафій Плакида
- Святий великомученик Яків Перський
- Святий великомученик Меркурій Кесарійський
- Святий великомученик Міна Єгипетський (Фригійський)
- Святий великомученик Микита
- Святий великомученик Прокопій
- Святий великомученик Феодор Стратилат
- Святий великомученик Феодор Тирон

#### Святі воїни-мученики
- Святий мученик Олександр
- Святий мученик Андрій Стратилат
- Святий мученик Аникита
- Святий мученик Арефа
- Святий мученик Віктор
- Святий мученик Гаведдай
- Святий мученик Євдоким
- Святі мученики Євдоксій і Роміл
- Святий мученик Євсигній
- Святі мученики Євтропій, Клеоник і Василіск
- Святий мученик Іоанн Воїн
- Святий мученик Ісидор Хіоський
- Святий мученик Калістрат
- Святий мученик Лазар, князь Сербський
- Святий мученик Лонгин Сотник
- Святий мученик Лупп
- Святий мученик Нестор
- Святий мученик Микола Новий
- Святий мученик Полієвкт
- Святі мученики Пров, Тарах і Андронік
- П'ять мучеників Севастійських: Євстратій, Авксентій, Євгеній, Мардарий і Орест
- П'ять мучеників Перських: Акиндін, Пегас, Аффоній, Елпідіфор і Анемподист
- Святий мученик Сава Стратилат
- Святий мученик Севастян
- Святі мученики Сергій і Вакх
- Сорок мучеників Севастійських
- Святий мученик Стефан Дечанський
- Святі мученики Трохим і Евкарпій
- Святий мученик Уар
- Святий мученик Фанурій
- Святий мученик Феофіл
- Святий мученик Христофор

### Святі воїни особливо шановані в Росії як православні святі
Деяких особливошанованих в Росії святих більшість православних в Україні а найбільше це віряни ПЦУ (УПЦ КП) та УАПЦ не вшановує через їх загарбницькі дії щодо України й низьку значимість для православ'я в Україні та далеку географічну віддаленість. Багато православних вірян в Україні не вважають їх святими. «А у нас скільки князів прославлені мощами?.. однак вони воювали, — відзначав свт. Феофан Затворник.
Серед святих воїнів особливо шанованих на теренах Росії є такі святі:
- мч. Меркурій Смоленський († 1238, пам. 24 листопада.),
- Святий праведний Іоанн Русский
- Святий благовірний князь Довмонт
- Благовірні князь Олександр Невський († 1263, пам. 30 серпня., 23 листопада.)
- Святий благовірний великий князь Георгій Всеволодович Володимирський
- Святий благовірний князь Димитрій Донський († 1389, пам. 19 травня)
- Святий благовірний великий князь Андрій Боголюбський
- Святі Олександр Пересвет і Андрій Ослябя
- Святий благовірний князь Всеволод Мстиславич
- св. прав. адмірал Феодор Ушаков († 1817 пам. 2 жовтня, 23 липня в Соборі Ростово-Ярославських святих)
- Прославлений як страстотерпець останній Російський імп. Микола II Олександрович († 1918 року, пам. 4 липня), який мав військову освіту і звання гвардійського полковника, за своїм становищем був верховним головнокомандувачем російських збройних сил, з 1915 р до зречення очолював російські війська які воювали.

## Католицька церква і війна

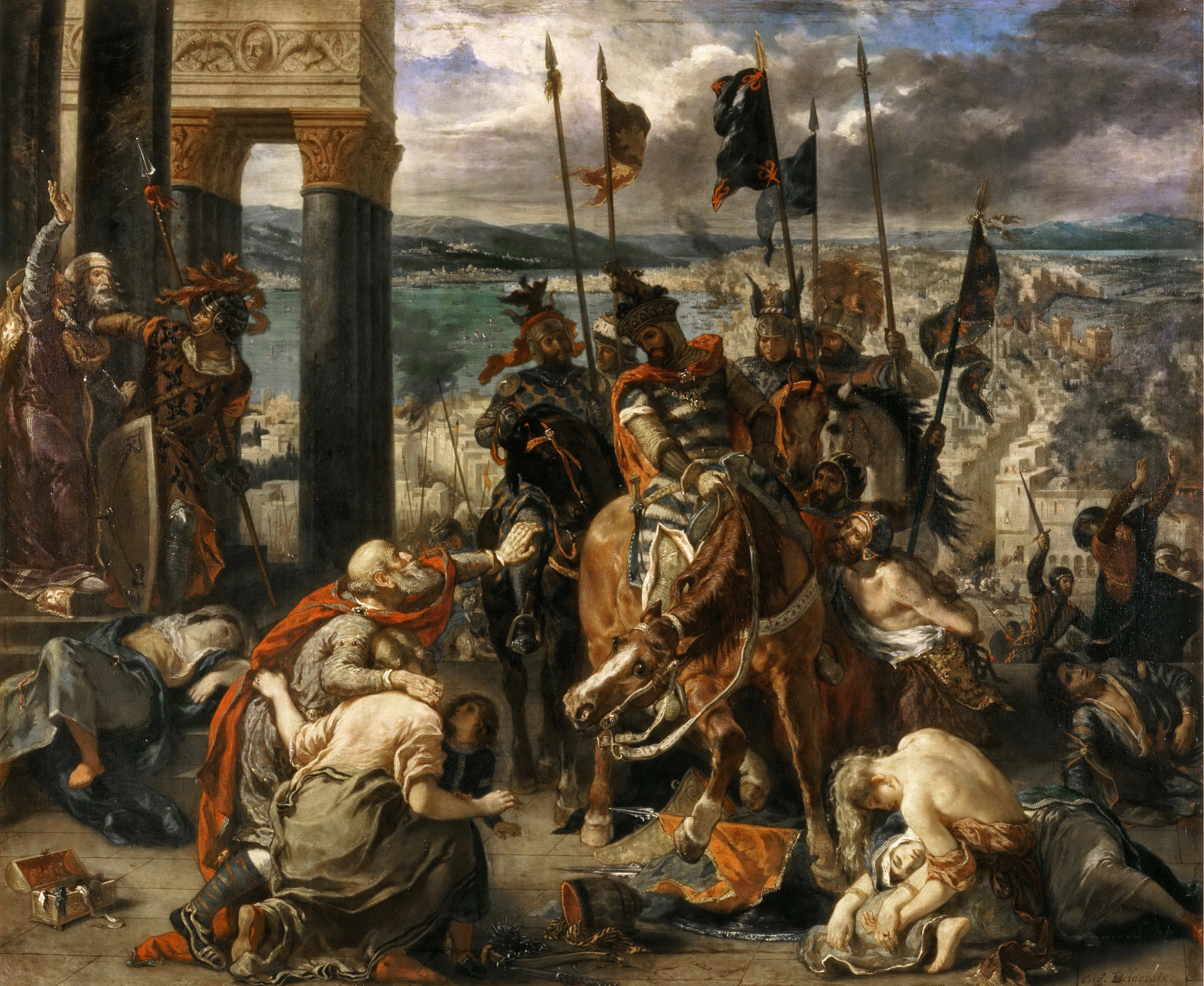
Хрестоносці штурмують Константинополь (Ежен Делакруа, 1840). Найвідомішою подією Четвертого хрестового походу стало пограбування православного Константинополя

Участь священнослужителів у військових діях були, зокрема в хрестових походах. Рішучі дії іспанських патріотів проти червоної загрози Андрей Шептицький назвав „святою революцією, що боронить Божу справу й батьківщину“. Для Томи Аквінського війна може бути засобом до досягнення справедливого миру, а також — до порушення миру несправедливого. Він також писав, що „гідно і корисно“ для того, хто володіє відповідними повноваженнями, убити людину, небезпечну для суспільства. Святий Тома проводить відмінність між тими, хто слідує „порадам досконалості“ — єпископами і кліриками — і тими, хто цього не робить. Згідно Томи Аквінського, єпископи і клірики не можуть бути солдатами, оскільки неможливо „одночасно належним чином займатися і тим, і іншим“.
За Тебе ми йдемо до бою.

Ми віримо: настав наш час.

На мусульман піднімем зброю.

Брати! Погрузли ми в гріхах, 

Та свої душі ми врятуєм — 

Відкинувши усякий страх,

Святеє місто ми здобудем.

Господь! Якби Ти захотів,

За мить звільнив би Палестину 

— Прогнав би всяких ворогів, 

Як той пастух жене скотину. 

Але, безмежно милостивий, 

Дозволив Ти своїм стадам

Зібратись у міцні дружини,

Невідомий середньовічний автор
 цит. за Медден Т. Про справжнью історію
Згідно Катехизесу Католицької Церкви „спротив гнобленню з боку політичної влади не повинен спонукати до застосування зброї, крім ситуації, при якій наявні разом узяті наступні умови: 1 — в разі явного, постійного і тривалого порушення фундаментальних прав людини; 2 — коли вичерпані всі інші можливості; 3 — якщо це не викликає ще гірших заворушень; 4 — якщо є серйозна надія на успіх; 5 — якщо неможливо розумно передбачити кращих рішень“.
Католицький іспанський теолог Франсиско де Віторія (бл.1486-1546) протестував проти псевдорелігійної війни що велася з тубільним населенням. Він пояснював традиційне християнське вчення про недопустимість навернення силовим шляхом. Де Віторія писав: „Якщо ці варвари не хочуть визнати Христа своїм Господом, це не є приводом, аби воювати з ними чи вчинити їм хоч якесь зло. (…)… Навіть у тому випадку, якщо віра була запропонована варварам достатньо переконливим і аргументованим чином, їх небажання визнати і прийняти її ще не є достатнім приводом оголосити їм війну і позбавити їх їхньої власності. Цей висновок належить св. Томі, котрий говорить, що невірних, які не побажали прийняти віру, не можна змушувати (…) Ніколи християнські імператори, що мали своїми радниками святійших і мудрійших Пап, не воювали з невірними по одній лиш причині, що ті не хочуть прийняти християнську релігію (…) єдино можливою підставою для завоювання може бути захист невинних від канібалізму і людських жертвоприношень“
„Потрібна велика строгість при визначенні точних умов, що виправдовують законний самозахист за допомогою військової сили. Серйозність такого рішення накладає вимога дотримуватися найсуворіші умови моральної легітимності. В цьому випадку необхідно одночасно:
- щоб збиток, що наноситься агресором нації чи спільноти націй, був тривалим, важким і безперечним;
- щоб будь-які інші можливості покласти йому кінець виявилися нереальними або неефективними;
- щоб були наявні серйозні можливості успіху;
- щоб застосування зброї не привело до більшого зла і безладу, ніж те зло, яке треба припинити. Потужність сучасних засобів руйнування грає велику роль при вирішенні про те, в наявності чи це остання умова“.[32]

У Католицизмі „ті, хто присвячують себе служінню батьківщині, перебуваючи на військовій службі, є захисниками безпеки і свободи народів. Чесно виконуючи свої обов'язки, вони по-справжньому сприяють загальному благу нації і підтримки миру“.
Католицька Церква негативно ставиться до гонки оброєнь та накопичення великої кількості зброї: „Накопичення зброї багатьом видається як парадоксальний спосіб переконати можливого супротивника не вдаватися до військових дій. Люди, які дотримуються такої думки, бачать в цьому найефективніший метод забезпечити мир між народами. Але такий спосіб переконання — дуже спірний з моральної точки зору. Гонка озброєнь не забезпечує миру. Вона не тільки не усуває можливих причин війни, але несе з собою ризик їх посилити. Астрономічні витрати на створення все нових і нових озброєнь заважають надавати допомогу нужденному населенню; вони перешкоджають розвитку народів. Надмірне озброєння примножує причини конфліктів і підвищує ризик поширення“.

### Священна війна
Ідеї священної війни найшли своє відображення у католицьких теологів та застосування для оправдовування Хрестових Походів. Великою серією західних святих воєн були хрестові походи, які тривали з 1095 до 1291 року. Метою було захоплення священних місць на Святій землі у мусульман, які жили там, тому це було задумано як війна проти кривдників християнства. Перший хрестовий похід розпочав папа Урбан II в 1095 році. Він хотів захоплення святих місць і наказав воювати і відновити там християнство. Він сказав, що війна матиме підтримку Бога: „Нехай це буде ваш войовничий крик у боях, бо це слово вам дано Богом. … Це воля Божа! Це воля Божа!“

### Католицький пацифізм
В 1965 році оглядач католицького журналу „Commonweal“ Вільям В. Шеннон захищав ідею „превентивного використання військової сили з метою завадити Китайській народній республіці отримати ядерну зброю“.
Річмондський єпископ, Вільям Салліван назвав теорію справедливої війни „виправданням для розв'язання брудних війн, інтелектуальною гімнастикою, найгіршою казуїстикою“.
Дороті Дей пропагувала своє бачення апокаліптичного ненасильницького анархізму. Томас Мертон рекомендував ненасильство за рецептами Ганді, а потім перейшов у дзен-буддизм.Єзуїти брати Берріган відмовилися від католицької доктрини справедливої війни як від безкорисної, вломилися в урядову установу, вилили кров на призивні списки, перелізли через паркан воєнної бази і розбили конус корпусу ракети.

## Протестантизм і військова служба
Багато християн є пацифістами різного типу. Вони варіюються від миротворців до тих, кому потрібно багато чого, щоб переконати їх у тому, що війна виправдана. Християнський аргумент за пацифізм частково заснований на вченні Ісуса в нагірній проповіді та інших місцях. Ті, хто заперечує це, стверджують, що пацифістська природа та поведінка Христа були частиною його унікальної ролі Спастителя людства. Християни не є викупителями людства, і тому їх поведінка повинна наслідувати Христа, прагнучи принести мир і справедливість у світ, навіть якщо це означає не завжди „підставляти іншу щоку“.
Більшість протестантів відкидають теорію справедливої війни і не бажають воювати взагалі в будь-якому випадку. У XIX ст. протестанти відмовилися від повинності за релігійними переконаннями. Хоча в цьому питанні не всі протестанти були одностайними.
Наприклад, адвентисти сьомого дня Київської губернії вважали, що вбивати не можна з власної волі, але якщо наказує влада, то це робити можна навіть у мирний час, бо відповідальність нестиме представник влади. Ще одне міркування: вважати гріхом, якщо перебуваючи на військовій службі, противитися начальству, адже це фактично противитися Богу, але, вживаючи зброю, потрібно не наносити шкоду супротивнику, тобто стріляти вниз, угору і не влучати в людину». Свідки Єгови і Квакери відкидають військову службу. Аналогічну доктрину пацифізму підтримують толстовці, меноніти, баптисти, молокани. Меноніти вважають, що заповідь Христа «любити ворогів» заважає їм будь-яким чином брати участь у військових діях проти іншої країни.
Квакери (або Релігійне товариство друзів): християнська група з цілковитою прихильністю до ненасильства. У 1660 році Квакери оголосили, що «… дух Христа, який веде нас до всієї Правди, ніколи не змусить нас битися і воювати проти будь-якої людини із зовнішньою зброєю, ні за Царство Христове, ні за царства світу».
Під час другої світової війни із 5 тисяч ув'язнених за відмову служити у військах — 4000 були Свідками Єгови.

У деяких деномінаціях наприклад анабаптистів, допускалась участь кліриків у бойових діях із застосуванням зброї, але через відсутність у них вчення про таїнство священства «священик» який воював не вважався у них таким.

## Іконографія святих воїнів
В одязі воїна, і з військовими атрибутами на іконах можна побачити ікони святих мучеників, благовірних кнізів та княгинь, а також Ісуса Христа. Також часто у військових обладунках на іконах зображують ангелів, зокрема святий Архистратиг Михаїл із вогняним мечем і щитом. Серафими і Херувими в інтер'єрах храмів часто зображуються із лабарумом (древнім римським воєнним шдандартом). На лабарумах Ангелів часто зображується триразове: «Агіос» тобто «святий» (Це невпинне ангельське славослов'я: «Свят, свят, свят Господь Саваот! Вся земля повна слави Його!» (Іс. 6:3)

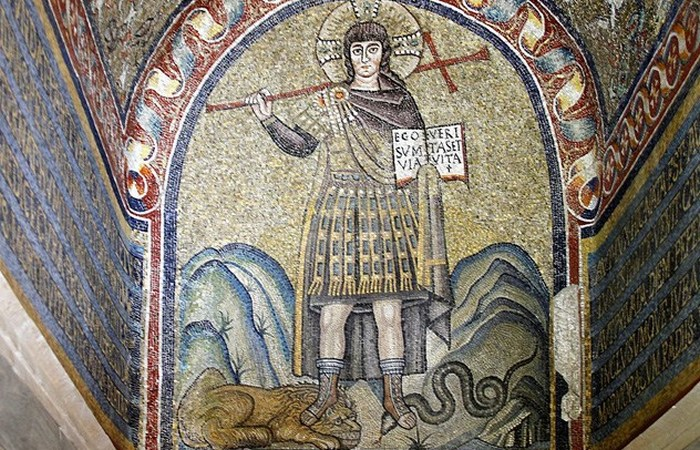
Христос в облаченні Воїна. Мозаїка Архиєпископської капели, Равенна (V-VI ст.) Мозаїка ілюструє слова 90 псалма

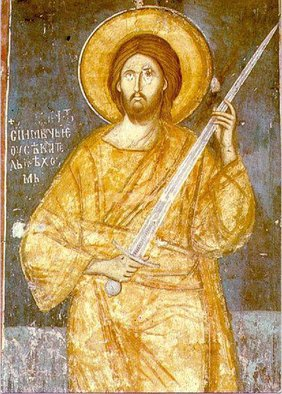
Христос із мечем в руках. Фреска XIV ст. в монастирі Високі Дечани (Сербія). Відображає слова Євангелія: «Не мир Я приніс, але меч» (Мф. 10:34)

### У православ'ї

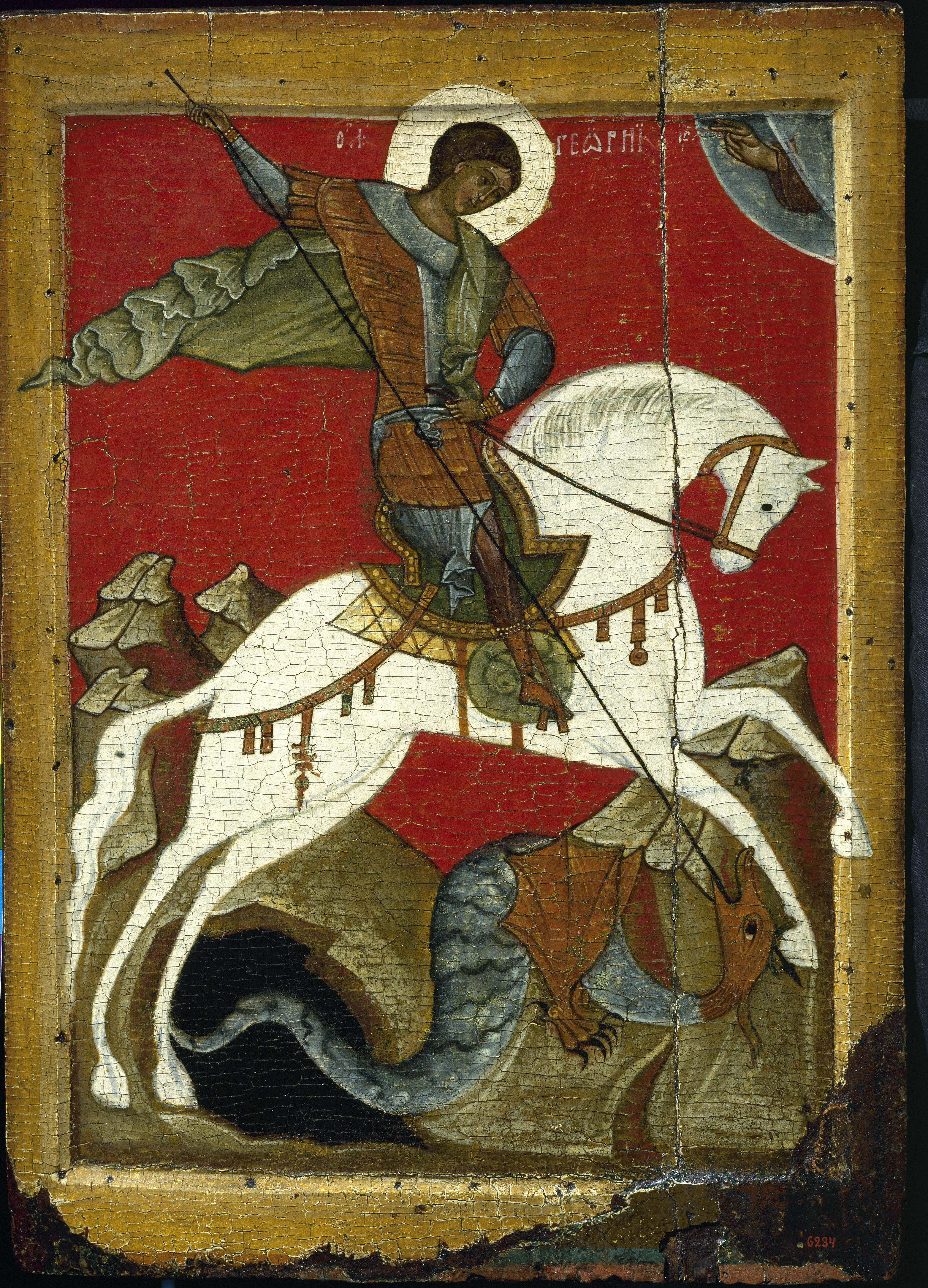
Святий великомученик Георгій Переможець. Зверху намальована правиця Бога яка символізує перемогу завдяки Божій а не людській силі.

Мученики і благовірні князі нерідко зображуються на іконах в одязі воїнів, подібних до тих, які носили у Візантійській імперії та Русі. Ікони мучеників-воїнів почали дуже пошируватись через політичні причини, коли ускладнилося становище Візантійської імперії: постійно велися війни, і люди особливо зверталися за допомогою до небесних покровителів. З XI століття починає активно розвиватися іконографія воїнів: Георгія, Феодора Тирона, Феодора Стратилата, Прокопія, Меркурія, Євстафія, Димитрія, Артемія, Нестора. В перші віки християнства ікони спонукали тих хто на них дивиться до наслідування мученицького одвигу. Ікони мучеників у обладунках та мечах мали на меті показати святість воїна та показати гарний приклад захисту вітчизни.
На православних іконах у військових обладунказ та з мечами пишуть тільки тих святих, які за життя були воїнами. Кожна деталь на іконі глибоко символічна. На Русі іконографія Святих воїнів у вигляді вершників отримала особливого поширення.

## Біблія
Професор МДА Олексій Осипов каже: «Виходячи із численних фактів старозавітної історії і євангельських прикладів… можна цілком впевнено стверджувати, що не всі силові дії слід класифікувати як безумовно несправедливі, гріховні. Можливе і справедливе застосування сили…»

### Старий Завіт
Хоча у Старому Завіті Бог дав заповідь не вбивати (Вих. 20:13), проте Бог також дав також і повчання про те, як вести війну, щоб перемогти ворогів (Див.: Вих. 21:22). Нерідко Бог Сам наказував ізраїльтянам починати війни проти інших народів (див.: 1 Цар. 15:3; Нав. 4:13), і Бог же призначав смертельне покарання за багато злочинів (див.: Вих. 21:12, 15; Лев. 20:11 та ін.).
У давнину юдеї, які вважали себе богообраним народом, вели часті війни з сусідніми народами. Згідно із законом Мойсея, кожен юдей, крім Левитів, повинен був носити зброю (див.: Числ. 1:3; 2:33; 26:2). Святе Письмо містить безліч віршів, в яких йдеться про те, що Сам Господь благословив військове служіння, навчив пророка Мойсея того, які військові формування повинні бути в ізраїльському народі, як дислокуватися, ким управлятися.
У Старому Завіті є безліч вказівок на те, що необхідно вчитися війні (див.: Суд. 3:2), як виходити на війну (див.: Числ. 10:9), що необхідно робити після війни (див.: Числ. 3:19; Втор. 31:19). Війна була необхідністю для євреїв, так як язичницькі народи що оточували їх, вели постійні війни зі своїми сусідами. Більш того, можливість мирного співіснування з язичниками і розбещеними до крайнього ступеня народами представляло для юдеїв велику небезпеку. Тому такі війни і називаються в Святому Письмі війнами Господа (див.: 1 Цар. 17:47; 2 Хр. 20:15), так як вони представляли собою набагато менше моральне зло, ніж ідолопоклонство. Тому Бог наказував Своєму народу: «Помстися Мідіянітянам за Ізраїлевих синів, потім будеш прилучений до своєї рідні» (Числ. 31:2); "у містах цих народів, яких Господь, Бог твій, дає тобі на володіння, не залишай в живих жодної душі, бо конче вчиниш їх закляттям: хіттеянина, й амореянина, і ханаанеянина, і Фарезеїв, і хіввеянина, і євусеянина, як повелів тобі Господь Бог твій" (Втор. 20:16-17); "І послав тебе Господь дорогою, і сказав: «Іди, і вчиниш закляттям нечестивих амаликитян і будеш воювати з ними, аж поки ти не вигубиш їх»" (1 Цар. 15:18).

### Новий завіт і війна
У Християнстві починаючи з апостольських часів, військове служіння використовувалося як метафора тієї духовної боротьби, яку повинен провадити кожен християнин. Апостол Павло писав: «Отже, станьте, підперезавши стегна ваші істиною‚ i зодягнувшись у броню праведности, i взувши ноги в готовність благовістити мир; а понад усе візьміть щит віри, яким зможете погасити всі розпечені стріли лукавого; i шолом спасіння візьміть, i меч духовний, що є Слово Боже» (Еф. 6:14-17).
Мир в Новому Завіті, як і в Старому, розглядається як дар Божої любові. Він тотожний есхатологічному спасінню. В історії продовжує царювати скорботи, але у Христі віруючі мають мир (Ін. 14:27, 16:33). Мир в Новому Завіті є нормальним благодатним станом людської душі, звільненої від рабства гріха. Саме про це говорять побажання «благодаті та миру» на початку послань святого апостола Павла. Цей мир - дар Святого Духа (Рим. 15:13; Гал. 5:22). Стан примирення з Богом є нормальний стан творіння, «тому що Бог не є Богом безладу, але миру» (1 Кор. 14:33). Психологічно це виражається у внутрішньому стані душі, коли радість і мир у вірі (Рим. 15:13) стають майже синонімами.
Новий Завіт не містить прямих вказівок християнам про участь або неучасть у війні, але має свідоцтва про благочестивих воїнів (Мф 8:5-13), зокрема про сотника Корнилія, першого хрещеного язичника (Дії 10 глава); про хрещення воїнів, яких прор. Іоанн Хреститель наставляє нікого не ображати, не обмовляти і задовольнятися своєю платнею (Лк 3:14); Також Апостол Павло говорить про те, що начальник «недаремно носить меч: він Божий слуга, месник у гніві злочинцеві!» (Рим 13:4). Визнаючи війну злом, "Церква не забороняє своїм чадам брати участь в бойових діях, якщо мова йде про захист ближніх і відновлення справедливості. Тоді війна вважається хоч і небажаним, але вимушеним засобом ". Однак і в цьому випадку актуальні слова ап. Павла: «Не будь переможений злом, але перемагай зло добром» (Рим 12:21).
Провина за людські страждання, заподіяні війною, лягає насамперед на тих, хто її розв'язав або не зміг запобігти: на правителів, політиків, дипломатів, але не на воїнів, що виконують свій обов'язок за наказом державної влади. Слова Христа: «Немає більше від тієї любові, як хто душу свою покладе за друзів своїх» (Ін 15:13) — Церква відносить і до воїнів, які полягли в боях. Гинучи на війні в захист батьківщини вони роблять подвиг жертовної любові. Апостол Павло метафорично говорить про християнина як про доброго воїна Ісуса Христа (2 Тим 2:3).
Із Євангелія відомо, що Сам Господь Ісус Христос із гнівом поперевертав столи міняйл і лави тих, що продавали голубів і батогом вигнав із храму продавців. Христос апріорі вчинив так не із ненависті до тих, що чинили безчинства у храмі, а щоб навчити їх правді та добру.
Хоча Ісус Христос говорив, що ми повинні «підставляти другу щоку» сам він коли Його вдарили в обличчя на суді в первосвященика Каяфи (див. Ів 18:22), не підставляє другу щоку, а словесно захищається: «Якщо Я зле сказав, доведи, що воно погано. А якщо добре, то за віщо б'єш Мене?» (Ів 18:23). Також, розповідаючи притчу про чоловіка, який ішов з Єрусалиму в Єрихон і по дорозі потрапив розбійникам до рук (див. Лк 10:30-37), Ісус не каже, що той чоловік повинен був «підставити другу щоку» розбійникам.
Слова Ісуса Христа: «Всі бо, що за меч беруться, від меча загинуть» (Мт 26:52) стосуються в першу чергу агресорів і тиранів, і «меч», від якого вони загинуть, в руках захисників — воїнів війни. Вимога Ісуса Христа: «Любіть ворогів ваших» (Мт 5:44) не виключає потреби і можливості збройного захисту від них, однак, як і у випадку індивідуального захисту, вимагає не перевищувати меж необхідної оборони і гуманно ставитися до військовополонених, поранених та цивільного населення ворожої країни.

## Святі Отці та каноністи про війну

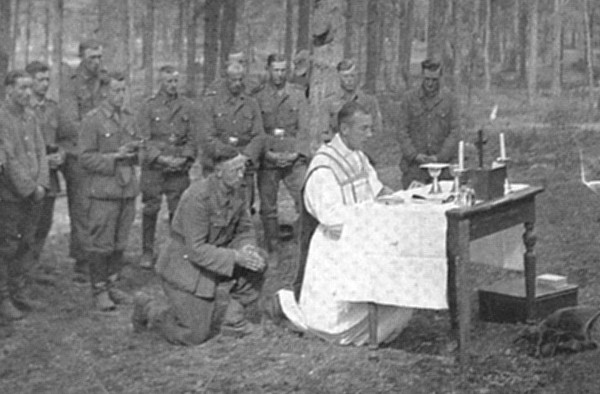
Капелан Вермахту

Військова аналогія є у святого Ігнатія Богоносця, мученика Юстина Філософа і священомученика Кипріяна Карфагенського. Всі ці образи можна звести до чотирьох пунктів:
- Усі християни — воїни Христа;
- Ісус Христос є полководець;
- Хрещення — це таїнство і присяга прапора;
- Церква — це військовий табір Бога[44].

Пізніше преподобний Іоан Ліствичник порівнює ченців до воїнів: «Не оминемо, якщо угодно, роз'яснити у цьому слові й самий образ боріння відшельництва цих мужніх бійців, як вони тримають щит віри до Бога й своєму Наставникові, відвертаючи їм, так би мовити, усякий помисел невір'я й переходження (у інше місце); і завжди підносячи меч духовний, убиваючи ним усяку власну волю, що наближається до них, і будучи одягнені в залізну броню лагідності й терпіння, відбивають нею всяку образу, поранення й усякі стріли; мають вони й шолом спасіння, — молитовний покрив свого наставника». А святитель Миколай Сербський згадує військову службу як метафору ставлення християнина до земного життя: «Справжні християни завжди вважали своє життя військовою службою. І як солдати рахують дні своєї служби і з радістю думають про повернення додому, так і християни постійно пам'ятають про кінець свого життя і повернення в свою Небесну Батьківщину».
Більшість святих отців християнської церкви ніколи не вважали, що військова служба є несумісною з християнським життям. Так, святитель Іван Золотоустий каже: «Ти виставляєш приводом [для уникнення християнського життя] військову службу і кажеш: я — воїн і не можу бути набожним. Але хіба сотник не був воїном? А він каже Ісусові, що я недостойний, щоб Ти увійшов під стріху мою, але промов тільки слово, і видужає слуга мій (Мф. 8:8). І, здивувавшись, Ісус каже: Істинно кажу вам, і в Ізраїлі не знайшов Я такої віри (Мф. 8:10). Військова служба анітрохи не послужила для нього перешкодою». Святитель Василій Великий відзначає той факт, що військові також, як і всі християни, мають надію на спасіння: «Невже військовий чин позбавлений надії на спасіння? Невже немає жодного благочестивого сотника? Пригадую першого сотника, який, стоячи при хресті Христовому і по чудесам усвідомивши силу, коли ще не охолола зухвалість юдеїв, не злякався їх люті і не відмовився провістити істину, але сповідав і не зрікся, що воістину був Божий Син (Мф. 27:54). Знаю й іншого сотника, який у Господі, коли був ще у плоті, пізнав, що Він Бог і Цар сил і що Йому достатньо одного веління, щоб через служачих духів посилати допомоги нужденним. Про віру його і Господь підтвердив, що вона більше віри всього Ізраїлю (Мф. 8:10). А Корнилій, будучи сотником, що не удостоївся бачити ангела і наостанок через Петра не отримав спасіння?».
Блаженний Феодорит Кирський каже: «Оскільки є багато різних шляхів життя благочестивого: життя чернече і загальножительне, життя пустельне і міське, життя цивільне і військове … в кожному шляху життя можна догоджати Богу, то не без причини сказано: Хто той чоловік, що боїться він Господа? Він наставить його на дорогу, котру має вибрати. (Пс. 24:12), тобто на тому шляху життя, яким зважилась людина йти, Бог дасть їй пристойні і добрі закони».

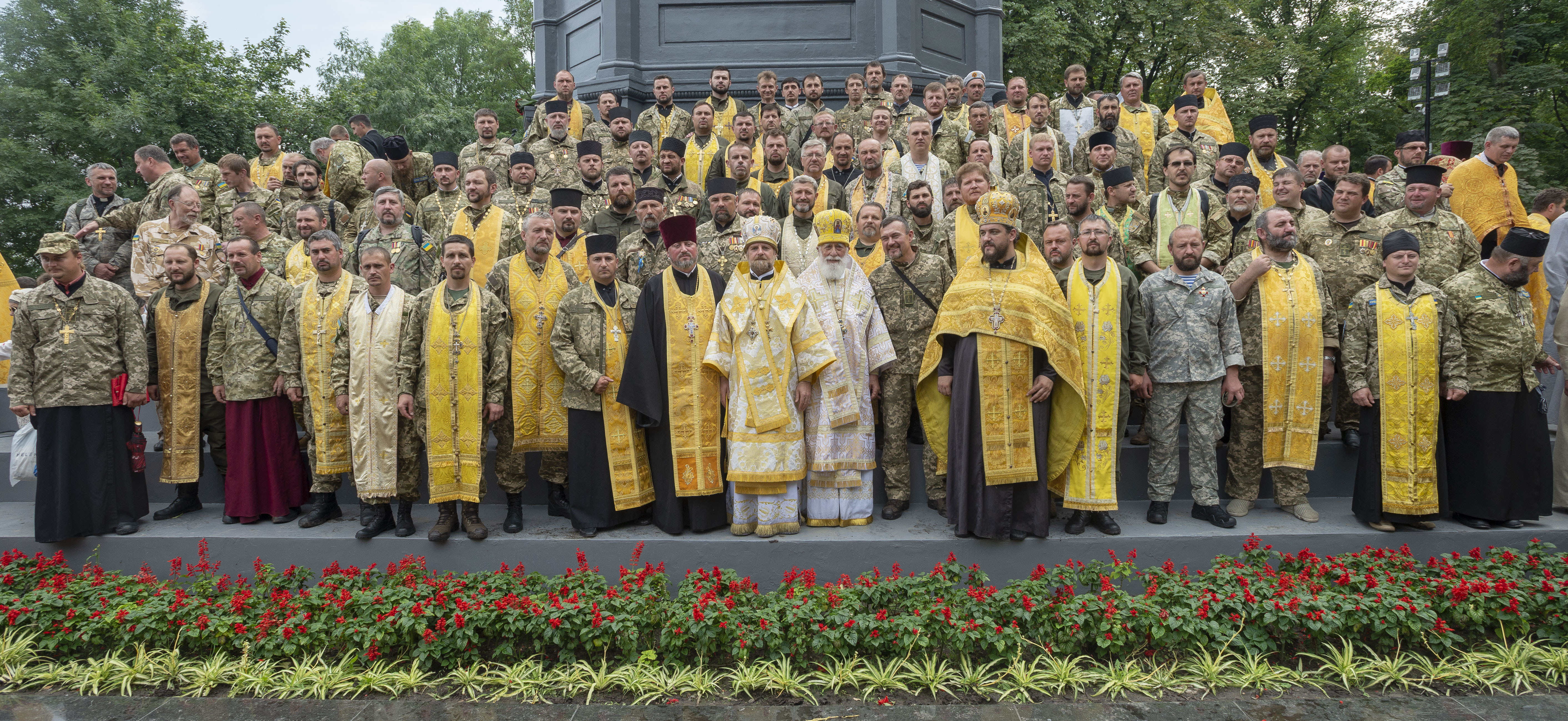
Капелани Синодального управління військового духовенства ПЦУ разом з головою управління — митрополитом Іоаном (Яременко)

Війна, є великою бідою у віровченні святих отців, вона суперечить самому промислу Божому. Тому, коли Святі Отці кажуть про війну, вони завжди зв'язують її з справою сатани та його слуг. Через це вони наголошують на тому що обов'язком християнина є встати на захист своєї Батьківщини та Правди Христової.
Святитель Іван Золотоустий, говорячи про війну відзначає: «Війни постійно ростуть від кореня гріхів». При цьому, святитель Василій Великий прямо каже про війну, як про Боже покарання для тих, хто сіє зло: «Бог у війнах насилає кари на гідних покарання … іноді справедливість вимагає щоб зло, породжене війною, насилаємо було на гідних того». Тому участь у війні на боці Правди Божої є не тільки доброю справою, а навіть обов'язком православного християнина. При цьому Блаженний Августин явно оправдовує вбивство ворога правди: «Заповідь не убий аж ніяк не переступають ті, які ведуть війни по повноваженням від Бога або, будучи в силу Його законів  представниками громадської влади, карають лиходіїв смертю».
При цьому заповідь Христова про любов до ворогів не є перешкодою участі в війні на боці правди. Наприклад, коли мусульмани запитали святого рівноапостольного Кирила, чому християни беруть участь у війнах, якщо Христос звелів їм любити ворогів, він відповів: «Христос, Бог наш, повелів нам молитися за тих, хто кривдить нас і благоволити їм; але Він же заповів нам: немає більше тієї любові, як хто душу свою за друзів своїх (Ін. 15:13). Тому ми терпимо образи, які заподіюєте кожному з нас окремо, але разом захищаємо один одного і кладемо своє життя за братів наших, щоб ви, тягнучи їх у полон, не полонили разом з тілами і душі їх, схиляючи благочестивих до своїх злих і богопротивних справ».
Святитель Димитрій (Туптало), роз'яснюючи вчення Нагірної проповіді про любов до ворогів, пише: «Не думай, слухачу мій, щоб я повторив слова ці про тих ворогів, які воюють з нашою християнською вітчизною і ворогують проти нашої благочестивої віри … Тих не тільки не можна любити, але навіть необхідно виступати війною проти них, кладучи душу свою за християнське царство і цілість Церкви».
Святі отці постійно вказували, що вбивства ворогів, що здійснюються воїнами в бою, не вважаються гріхом.
| | Вбивати недозволено, але винищувати ворога на війні і законно, і гідно похвали; тому ті, що відзначилися в боях удостоюються великих почестей, і їм споруджуються пам’ятники, що сповіщають про їх заслуги. |
| — Святитель Афанасій Великий, "Послання до ченця Амуна", яке було затверджено як загальноцерковне вчення на VI і VII Вселенських Соборах | |

Василій Великий тлумачить це правило трохи жорсткіше: "можливо було б добре радити, щоб вони (воїни), як такі, що мають нечисті руки, три роки утримувались від залучення Святих Таїн.
Каноніст Іван Зонара та Владислав Ципін тлумачать це тим що у правилі немає категоричної вимоги, а лише є рекомендація, ймовірно адресована воїнам з особливо загостреною совістю, яким вбивство, вчинене на війні, заподіює душевні страждання. «…Але навіщо вважати людей з нечистими руками тих, які трудяться за державу і за братів, щоб вони не були захоплені ворогами або щоб звільнити тих, які знаходяться в полоні? Бо якщо вони будуть боятися вбивати варварів, щоб через це не осквернити рук своїх, то всі загинуть і варвари всім оволодіють» — тлумачить 13 правило святого Василія Іван Зонара.
Існує лише один єдиний відомий випадок звернення до цього правила свт. Василія Великого: візант. імп. Никифор II Фока (X ст.) зажадав, щоб вбиті на війні були зараховані до мучеників і шановані і прославлені Господом. Архієреї стали на заваді цьому, пославшись на правило свт. Василя Великого, кажучи: «Яким чином ми можемо зарахувати до мучеників полеглих на війні, коли Василь Великий відлучає їх на триріччя від таїнств, як тих що мають нечисті руки?».
«Особливість християнської любові полягає в тому, що навіть найсильніше її почуття не засліплює розум та не пригнічує волю людини, як це зазвичай буває у природній любові. Християнська любов непідвладна пристрастям, вільна від них, тому вона зберігає в людині розумність і цілеспрямованість дій. І ця мета — не задоволення похотей, не свобода гріха, але максимальна користь, в першу чергу користь духовна. Тому часто можуть бути обставини, коли той, хто керується саме такою любов'ю, змушений застосовувати силу та заподіювати навіть страждання людині заради її ж блага та блага інших», говорить прп. Симеон Новий Богослов.
Святитель Феофан Затворник, розкриваючи богословський зміст справи захисту Батьківщини, пише, що «на війні і війнах часто у видимій формі Бог являв благословення і в Старому, і в Новому Завіті. А у нас скільки князів прославлені мощами, які, одначе, воювали. У Києво-Печерській лаврі в печерах є мощі воїнів. Воюють з любові до своїх, щоб вони не піддавалися полону і насильствам ворожим».
Святитель Іоан Златоуст закликав свою паству безупинно молитися про допомогу Божу воїнам на війні: «Хіба не було б ні з чим не порівняно, якби в той час як інші виступають у похід і вдягаються в зброю з тією метою, щоб ми перебували в безпеці, самі ми за них, які піддаються небезпекам і несуть тягар військової служби, щоб ми не творили навіть і молитов. Таким чином, це зовсім не лестощі, а робиться на вимогу справедливості … Вони складають як би щит, поставлений попереду, який охороняє спокій тих, що перебувають всередині».
У «Розлогому християнському катехізисі» свт. Філарета (Дроздова), сказано що законними вбивствами є: " 1) коли злочинця карають смертю з правосуддя, 2) коли вбивають ворога на війні за Батьківщину ".
Церква молиться за воїнів, а також піклується про їх духовне-моральне виховання, в окремих випадках беручи і більш тісну участь в справедливій війні — збором пожертвувань, порадою, капеланським служінням на фронті.
Професор теології Єльського університету, Мирослав Вольф, писав: «Віра у можливість повної відмови від насильства може народитись лише у тихому передмісті, але на випаленій землі, просоченій кров'ю невинних людей, ця віра не проживе й дня»

## Особистий захист і захист Божий на війні
Деякі християни вважають що краще за війну це молитва до Бога і він як всемогутній Бог має захистити їх від ворога. Хоча християни, повинні уповати на Бога завжди, і в молитві просити у Нього допомоги для справедливого захисту, вони все одно повинні докладати зусилля до цього захисту бо «Коли Господь не зберігає міста, — дарма пильнує сторож» (Пс 127:1). Однак якщо така особа через власну слабкість чи хворобу, або через зовнішні обставини (штучне позбавлення свободи дій, напр., кайдани на руках і т. ін.) не може захищати себе чи інших, тоді вона повинна з вірою просити в Бога чуда.